# David Marty
Pour les articles homonymes, voir Marty.

a Compétitions nationales et continentales officielles uniquement.

b Matchs officiels uniquement.
Dernière mise à jour le 19 mars 2023.
David Marty, né le 30 octobre 1982 à Perpignan (Pyrénées-Orientales), est un joueur et entraîneur français de rugby à XV qui évolue au poste de centre.
Il joue en club durant l'ensemble de carrière au sein de l'USA Perpignan pendant 14 saisons. Il compte 37 sélections en équipe de France.

## Biographie

### Jeunesse
Issu d'une famille de rugbyman avec son père Serge, ancien ouvreur de Bompas, il joue d'abord au football, enfant.
David Marty se tourne vers le rugby et joue à Villelongue de la Salanque jusqu'en minimes.
En cadets 1re année, il évolue à l'arrière ou à l'ouverture. Cette année-là, son équipe perd en finale du championnat de France Ufolep C à Brive, dans le fameux stade Amédée-Domenech, contre l'équipe du Rugby olympique lunellois, après un beau parcours en phases finales.
La saison qui suit, en cadets 2e année, David Marty se fixe à l'ouverture et réalise une belle saison durant laquelle son agressivité défensive et son jeu à la main sont remarqués. Il remporte son premier titre de champion de France en Ufolep C contre l'Entente de la Têt (Pézilla la rivière - Baixas), une autre équipe catalane. La rencontre entre les deux équipes se déroule à Auxerre, dans l'Yonne.
Il effectue une saison supplémentaire à Canet-Sainte Marie en Junior Balandrade avant de rejoindre l'USA Perpignan en Junior Reichel.
Suivent alors deux saisons au cours desquelles David Marty trouve le poste qui lui permettra d'accéder au plus haut niveau avec Perpignan : il joue au centre et est remarqué par Olivier Saïsset qui l'intègre à l'effectif professionnel.

### Joueur
Il fait ainsi partie de l'effectif lors de la finale perdue de l'USAP en 2003 contre le Stade toulousain en Coupe d'Europe (22-17).
En février 2004, David Marty récolte les fruits de son excellent début de saison avec l'USAP en étant appelé en équipe de France A pour affronter l'Italie. Pour sa première avec l'antichambre des Bleus, il inscrit cinq essais.
Il honore sa première cape internationale en équipe de France le 19 mars 2005, toujours contre l'Italie.
Il remporte le Tournoi des Six Nations 2007 et réalise le Grand chelem en 2010. 

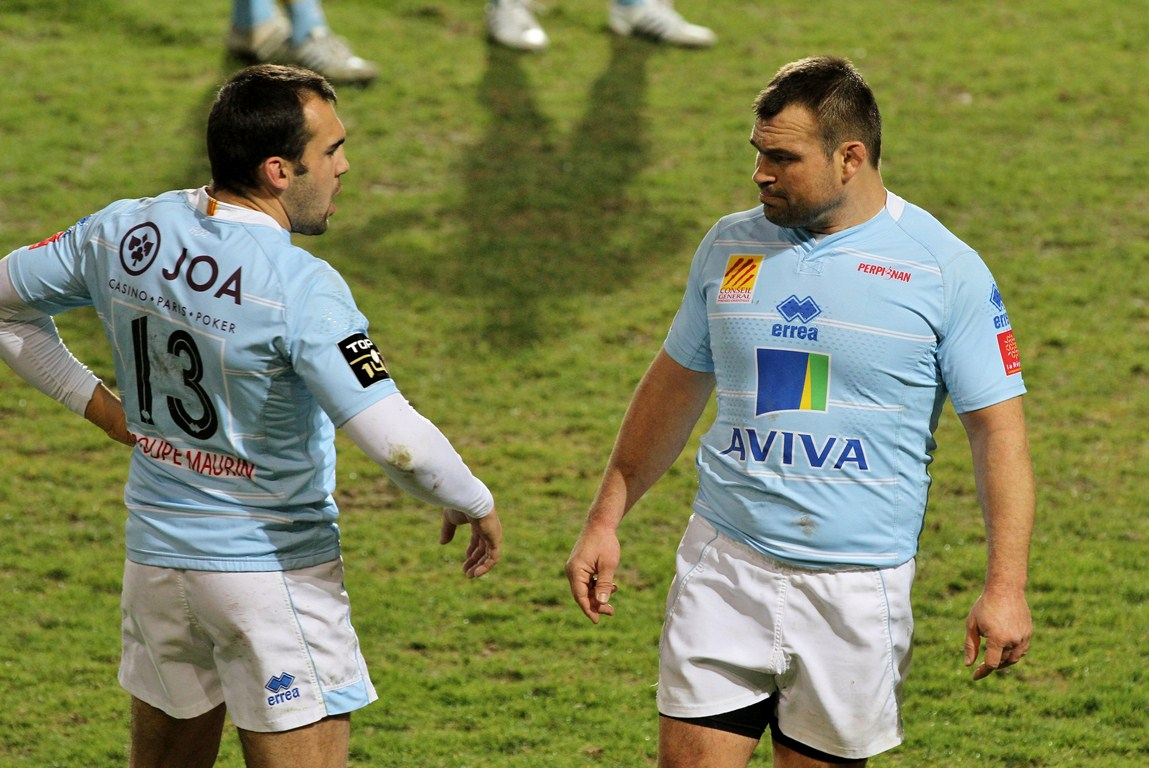
David Marty en discussion avec Nicolas Mas, un autre joueur historique de l'USA Perpignan.

Il dispute son premier match de Coupe du monde contre la Namibie où il inscrit un essai. Il est d'ailleurs le premier « usapiste » français à marquer un essai lors d'un Mondial et le joueur de l'USAP ayant marqué le plus de points et d'essais en équipe de France.
Il est vice champion du monde en 2011.
Il devient champion de France le 6 juin 2009 avec l'USAP, inscrivant lors de la finale (22-13) face à l'ASM Clermont Auvergne le seul essai de son club.
Marty décide de mettre un terme à sa carrière de joueur en fin de saison 2015-2016.

### Entraîneur
Pour la saison 2016-2017, il devient entraineur de l'équipe espoirs de l'USA Perpignan qui devient championne de France.
En 2019, il est invité à diriger la première sélection régionale créée par la Ligue régionale Occitanie de rugby, pour affronter l'Espagne le 16 novembre au Stade Ernest-Wallon, aux côtés d'Émile Ntamack et Christian Labit. Les joueurs sélectionnés évoluent dans les clubs professionnels de la région.
Pour la saison 2020-2021, il devient entraîneur des avants de l'équipe de France des moins de 20 ans développement, deuxième équipe de France de cette catégorie d'âge. Il travaille aux côtés de Jean-Marc Bederede, manager, et Sébastien Bruno, entraîneur des avants.
Il est champion de France espoirs en 2021.
En 2021, il est nommé entraîneur des lignes arrière de l'USAP auprès de Patrick Arlettaz. En 2022, Arlettaz prend de la hauteur et David Marty est promu entraîneur en chef de l'USAP.

## Palmarès

### En club
Avec l'USA Perpignan :
- Championnat de France :
  - Champion (1) : 2009
  - Finaliste (2) : 2004 et 2010
- Coupe d'Europe :
  - Finaliste (1) : 2003

Avec Villelongue
- Champion de France UFOLEP C

### En équipe nationale
- 37 sélections en équipe de France depuis 2005
- 11 essais (55 points)
- Sélections par année : 3 en 2005, 5 en 2006, 11 en 2007, 3 en 2008, 3 en 2009, 7 en 2010, 4 en 2011
- Demi - finaliste de la Coupe du monde 2007
- Vainqueur du Tournoi des Six Nations : 2006, 2007
- Grand Chelem : 2010
- Équipe de France A
- Équipe de France -21 ans

En Coupe du monde :
- 2007 : 6 sélections (Namibie, Irlande, Géorgie, Nouvelle-Zélande, Angleterre, Argentine)
- 2011 : 3 sélections (Japon, Canada, Angleterre)

#### Tournoi des Six Nations
| Édition          | Rang | Résultats France | Résultats Marty | Matchs Marty |
| ---------------- | ---- | ---------------- | --------------- | ------------ |
| Six Nations 2005 | 2    | 4 v, 0 n, 1 d    | 1 v, 0 n, 0 d   | 1/5          |
| Six Nations 2006 | 1    | 4 v, 0 n, 1 d    | 2 v, 0 n, 0 d   | 2/5          |
| Six Nations 2007 | 1    | 4 v, 0 n, 1 d    | 3 v, 0 n, 1 d   | 4/5          |
| Six Nations 2008 | 3    | 4 v, 0 n, 1 d    | 2 v, 0 n, 1 d   | 3/5          |
| Six Nations 2010 | 1    | 5 v, 0 n, 0 d    | 5 v, 0 n, 0 d   | 5/5          |
| Six Nations 2011 | 2    | 3 v, 0 n, 2 d    | 1 v, 0 n, 0 d   | 1/5          |

Légende : v = victoire ; n = match nul ; d = défaite ; la ligne est en gras quand il y a Grand Chelem.

#### Coupe du monde

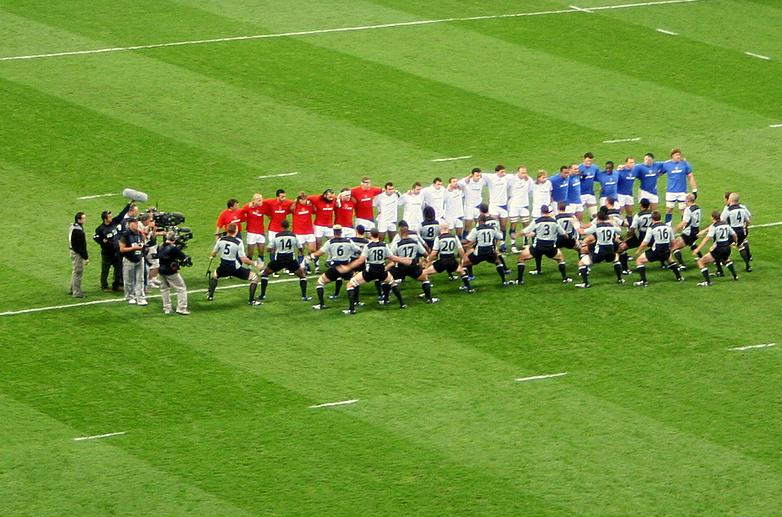
Quart-de-finale France - All Blacks en 2007.

| Édition               | Rang      | Résultats France | Résultats D.Marty | Matchs D.Marty |
| France 2007           | Quatrième | 4 v, 0 n, 3 d    | 4 v, 0 n, 2 d     | 6/7            |
| Nouvelle-Zélande 2011 | Deuxième  | 4 v, 0 n, 3 d    | 3 v, 0 n, 0 d     | 3/7            |

Légende : v = victoire ; n = match nul ; d = défaite.

#### Liste des essais
| Essai | Adversaire | Lieu               | Stade                 | Compétition             | Date              | Résultat |
| ----- | ---------- | ------------------ | --------------------- | ----------------------- | ----------------- | -------- |
| 1     | Italie     | Rome, Italie       | Stade Flaminio        | Tournoi des six nations | 19 mars 2005      | Victoire |
| 2     | Italie     | Rome, Italie       | Stade Flaminio        | Tournoi des six nations | 19 mars 2005      | Victoire |
| 3     | Canada     | Nantes, France     | Stade de la Beaujoire | Test match              | 12 novembre 2005  | Victoire |
| 4     | Irlande    | Paris, France      | Stade de France       | Tournoi des six nations | 11 février 2006   | Victoire |
| 5     | Irlande    | Paris, France      | Stade de France       | Tournoi des six nations | 11 février 2006   | Victoire |
| 6     | Roumanie   | Bucarest, Roumanie | Stade Cotroceni       | Test match              | 17 juin 2006      | Victoire |
| 7     | Écosse     | Paris, France      | Stade de France       | Tournoi des six nations | 17 mars 2007      | Victoire |
| 8     | Namibie    | Toulouse, France   | Stadium               | Coupe du monde          | 16 septembre 2007 | Victoire |
| 9     | Italie     | Paris, France      | Stade de France       | Tournoi des six nations | 14 mars 2010      | Victoire |
| 10    | Italie     | Paris, France      | Stade de France       | Tournoi des six nations | 14 mars 2010      | Victoire |
| 11    | Fidji      | Nantes, France     | Stade de la Beaujoire | Test match              | 13 novembre 2010  | Victoire |

## Statistiques

### En club
| Saison              | Club                | Compétition                          | Matchs | Points | Essais | Cartons jaunes | Cartons rouges |
| ------------------- | ------------------- | ------------------------------------ | ------ | ------ | ------ | -------------- | -------------- |
| 2002-2003           | USA Perpignan       | Championnat de France                | 6      | 0      | 0      | 0              | 0              |
| 2002-2003           | USA Perpignan       | Coupe d'Europe                       | 3      | 0      | 0      | 0              | 0              |
| 2003-2004           | USA Perpignan       | Championnat de France                | 16     | 10     | 2      | 0              | 0              |
| 2003-2004           | USA Perpignan       | Coupe d'Europe                       | 5      | 5      | 1      | 0              | 0              |
| 2004-2005           | USA Perpignan       | Championnat de France                | 22     | 25     | 5      | 3              | 0              |
| 2004-2005           | USA Perpignan       | Coupe d'Europe                       | 5      | 0      | 0      | 0              | 0              |
| 2005-2006           | USA Perpignan       | Championnat de France                | 19     | 35     | 7      | 0              | 0              |
| 2005-2006           | USA Perpignan       | Coupe d'Europe                       | 5      | 10     | 2      | 1              | 0              |
| 2006-2007           | USA Perpignan       | Championnat de France                | 21     | 15     | 3      | 0              | 0              |
| 2006-2007           | USA Perpignan       | Coupe d'Europe                       | 4      | 0      | 0      | 2              | 0              |
| 2007-2008           | USA Perpignan       | Championnat de France                | 17     | 25     | 5      | 0              | 0              |
| 2007-2008           | USA Perpignan       | Coupe d'Europe                       | 5      | 5      | 1      | 0              | 0              |
| 2008-2009           | USA Perpignan       | Championnat de France                | 20     | 20     | 4      | 1              | 0              |
| 2008-2009           | USA Perpignan       | Coupe d'Europe                       | 2      | 0      | 0      | 0              | 0              |
| 2009-2010           | USA Perpignan       | Championnat de France                | 19     | 15     | 1      | 0              | 0              |
| 2009-2010           | USA Perpignan       | Coupe d'Europe                       | 5      | 5      | 1      | 0              | 0              |
| 2010-2011           | USA Perpignan       | Championnat de France                | 17     | 5      | 1      | 2              | 0              |
| 2010-2011           | USA Perpignan       | Coupe d'Europe                       | 8      | 0      | 0      | 1              | 0              |
| 2011-2012           | USA Perpignan       | Championnat de France                | 15     | 10     | 2      | 0              | 0              |
| 2011-2012           | USA Perpignan       | Challenge européen                   | 1      | 0      | 0      | 0              | 0              |
| 2012-2013           | USA Perpignan       | Championnat de France                | 22     | 10     | 2      | 2              | 0              |
| 2012-2013           | USA Perpignan       | Challenge européen                   | 4      | 0      | 0      | 0              | 0              |
| 2013-2014           | USA Perpignan       | Championnat de France                | 22     | 0      | 0      | 2              | 0              |
| 2013-2014           | USA Perpignan       | Coupe d'Europe                       | 4      | 0      | 0      | 0              | 0              |
| 2014-2015           | USA Perpignan       | Championnat de France de 2e division | 25     | 10     | 2      | 2              | 0              |
| 2015-2016           | USA Perpignan       | Championnat de France de 2e division | 14     | 0      | 0      | 1              | 2              |
| Total USA Perpignan | Total USA Perpignan | Total USA Perpignan                  | 309    | 205    | 41     | 17             | 2              |